# New Braunfels
New Braunfels és una població dels Estats Units a l'estat de Texas. Segons el cens del 2007 tenia 51.804 habitants.

## Demografia
Segons el cens del 2000, New Braunfels tenia 36.494 habitants, 13.558 habitatges, i 9.599 famílies. La densitat de població era de 481,7 habitants/km².
Dels 13.558 habitatges en un 33,4% hi vivien nens de menys de 18 anys, en un 55,4% hi vivien parelles casades, en un 11,5% dones solteres, i en un 29,2% no eren unitats familiars. En el 24,8% dels habitatges hi vivien persones soles el 12% de les quals corresponia a persones de 65 anys o més que vivien soles. El nombre mitjà de persones vivint en cada habitatge era de 2,6 i el nombre mitjà de persones que vivien en cada família era de 3,11.
Per edats la població es repartia de la següent manera: un 25,7% tenia menys de 18 anys, un 8,5% entre 18 i 24, un 28,4% entre 25 i 44, un 20,6% de 45 a 60 i un 16,9% 65 anys o més.
L'edat mediana era de 36 anys. Per cada 100 dones de 18 o més anys hi havia 88,3 homes.
Entorn del 9% de les famílies i el 10,9% de la població estaven per davall del llindar de pobresa.

## Poblacions properes
El següent diagrama mostra les poblacions més properes.